# سيرج ريجيانى
سيرج ريجيانى (بالفرنسية: Serge Reggiani )‏ (و. 1922 – 2004 م) هو مغني، ورسام، وممثل مسرحي، وممثل أفلام من فرنسا، وإيطاليا، ولد في ريدجو إميليا، توفي في باريس، عن عمر يناهز 82 عاماً، بسبب نوبة قلبية.

## التعليم
تعلم في مدرسة رينيه سيمون للفنون الدرامية ‏.

## جوائز
حصل على جوائز منها:
- وسام جوقة الشرف.

## وصلات خارجية
- سيرج ريجيانى على موقع IMDb (الإنجليزية)
- سيرج ريجيانى على موقع قاعدة بيانات الأفلام العربية
- سيرج ريجيانى على موقع ألو سيني (الفرنسية)
- سيرج ريجيانى على موقع ميوزك برينز (الإنجليزية)
- سيرج ريجيانى على موقع أول موفي (الإنجليزية)
- سيرج ريجيانى على موقع قاعدة بيانات الأفلام السويدية (السويدية)
- سيرج ريجيانى على موقع إن إن دي بي (الإنجليزية)
- سيرج ريجيانى على موقع أول ميوزيك (الإنجليزية)
- سيرج ريجيانى على موقع ديسكوغز (الإنجليزية)
- سيرج ريجيانى على موقع قاعدة بيانات الفيلم (الإنجليزية)